# Joe Pasternak

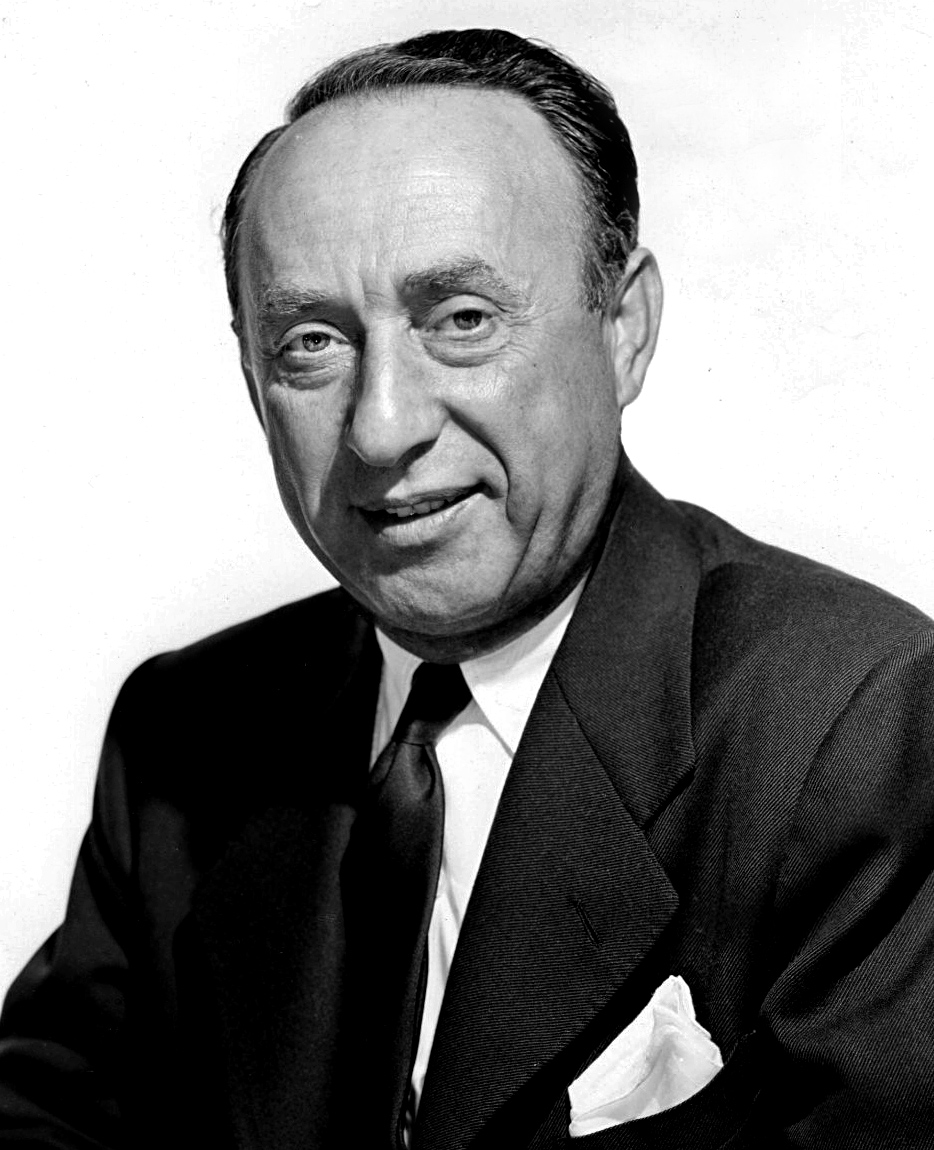

Joseph Pasternak (n. 19 septembrie 1901, Șimleu Silvaniei, Austro-Ungaria – d. 13 septembrie 1991, Hollywood, California, SUA) a fost un realizator de filme american, de origine evreu maghiar. S-a născut la Șimleu Silvaniei, Comitatul Sălaj, în Austro-Ungaria. Pasternak era deja un realizator consacrat din Austria și Germania la vârsta de 28 de ani. Pasternak a lucrat pentru Universal Pictures inițial în Europa. Odată cu instaurarea regimului nazist în Germania în 1936 a emigrat în Statele Unite. În 1941 s-a transferat la studiourile Metro-Goldwyn-Mayer cel mai mare succes al său în cadrul acestor studiouri fiind filmul The Great Caruso. Se retrage în 1968, în cariera sa de peste 40 de ani obținând 2 nominalizări la Premiile Oscar și trei la Premiile Globul de Aur. A decedat în California, în urma unor complicații datorate bolii Parkinson.